# Îles de Lérins
 (décembre 2014).
Les îles de Lérins forment un archipel français situé en Méditerranée, dans le département des Alpes-Maritimes en région Provence-Alpes-Côte d'Azur, sur la Côte d'Azur.
L'archipel se compose de deux grandes îles : au nord, Sainte-Marguerite, la plus étendue, célèbre pour son fort qui aurait abrité l'Homme au masque de fer, et au sud, Saint-Honorat, plus petite, connue pour son monastère. Chacune de ces îles principales est accompagnée d'un îlot inhabité, respectivement celui de la Tradelière et l'îlot Saint-Ferréol. L'archipel englobe également un rocher dénommé Îlot de l'Ilon (ou l'Îlot), situé à l'extrême-sud de Saint-Honorat, qui porte à cinq le nombre d'îles de Lérins.
Les îles de Lérins sont administrées par la commune de Cannes dont elles constituent, associées au Suquet, l'un des dix quartiers administratifs. Situées au sud-est de la pointe de la Croisette, à quelques encablures de la ville, elles séparent le golfe de La Napoule, à l'ouest, du golfe de Juan, à l'est.
Leurs habitants sont les Lériniens, gentilé renvoyant à l'archipel dans son ensemble.

## Géographie

### Localisation

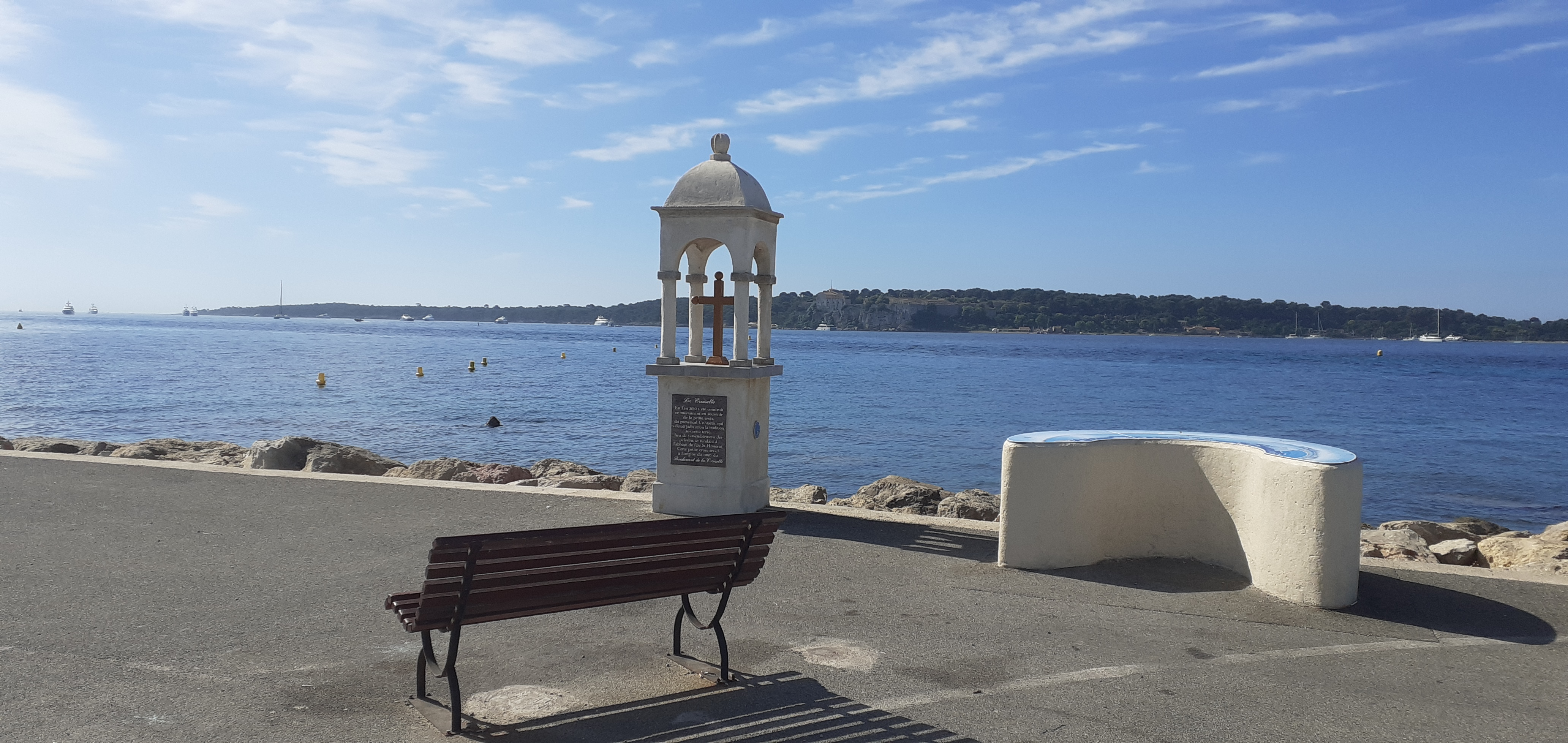
Vue sur l'île Sainte-Marguerite depuis le cap de la Croisette à Cannes.

Situées en France, dans la région Provence-Alpes-Côte d'Azur, les îles de Lérins sont rattachées à la commune de Cannes, dont le cap de la Croisette est distant de 1,3 kilomètre du fort royal, sur l'île Sainte-Marguerite.
L'archipel lérinien sépare le golfe Juan, à l'est, de celui de La Napoule, qui s'étend depuis la pointe Croisette (palm beach) de Cannes jusqu'à la pointe de l'Aiguille (Théoule), fermant au sud-ouest la baie de Cannes.
En outre, les îles constituent un point de vue sur les chaînes de montagnes environnantes, à savoir, côté ouest, les contours du massif des Maures et de l'Esterel, et à l'est, les Préalpes de Grasse, la chaîne montagneuse du Cheiron, ou encore les sommets de l'ancien comté de Nice, surmontés, au loin, par la frange neigeuse du massif du Mercantour-Argentera.

### Topographie

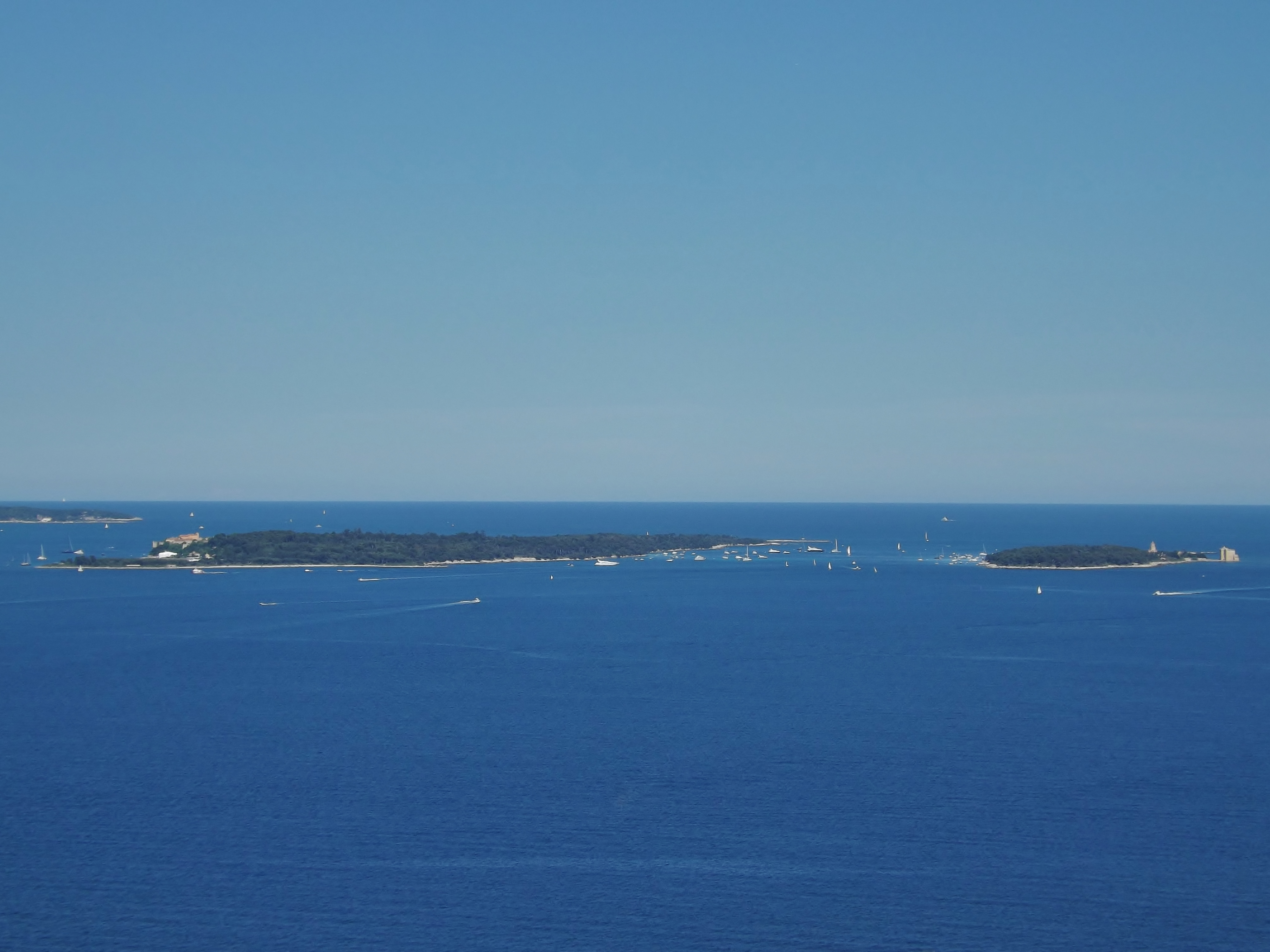
Vue des deux plus grandes îles depuis les hauteurs de Théoule-sur-Mer.

L'archipel de Lérins s'organise de façon symétrique : il est composé de deux grandes îles habitées, Sainte-Marguerite et Saint-Honorat, séparées par le plateau du Milieu, ou canal du Frioul, large de 800 mètres. Un îlot désert accompagne chacune des îles principales : la Tradelière à l'est de Sainte-Marguerite et l'îlot Saint-Ferréol à l'est de Saint-Honorat. La seule asymétrie de ce tableau est constituée par un petit amas rocheux dénommé Îlot de l'Ilon, situé à l'extrême sud de l'île Saint-Honorat, et qui porte à cinq le nombre des îles de Lérins.
La superficie de l'ensemble des terres émergées de l'archipel avoisine les 2,5 kilomètres carrés, pour une longueur de côtes totale de 12 kilomètres. Son relief est peu important, et les îles sont relativement planes : le point culminant de l'archipel, à 26 mètres du niveau de la mer, se trouve à l'emplacement du fort royal de l'île Sainte-Marguerite, situé au sommet d'une falaise abrupte.
Avec une superficie de 170 hectares pour 3,2 kilomètres de longueur et une largeur maximale de 900 mètres, l'île Sainte-Marguerite est la plus grande des îles de l'archipel. C'est également la plus proche du continent et la plus visitée. Elle possède un périmètre de 8 kilomètres, et son point culminant est le fort royal, à 26 mètres d'altitude. L'île est presque intégralement recouverte par une forêt de pins et d'eucalyptus. Un chemin de ceinture permet d'en faire le tour, entrecoupé par des axes rectilignes traversant l'intérieur boisé de Sainte-Marguerite pour rejoindre les quelques criques de la côte sud.
L'île Saint-Honorat est près de six fois plus petite que Sainte-Marguerite. Seconde île de l'archipel sur 37 hectares, sa longueur est de 1 500 mètres pour 400 mètres de largeur. On y compte 3 kilomètres de côtes ; l'île est recouverte par les champs du monastère et boisée de pins maritimes et de pins parasols. Au sud de l'île est installé le monastère de Lérins ; une ancienne forteresse s'élève sur une presqu'île à son extrême-sud, tandis qu'un port permet de l'aborder au nord. Comme à Sainte-Marguerite, il est possible d'en faire le tour, en empruntant un chemin ponctué de sept chapelles parfois en ruines.

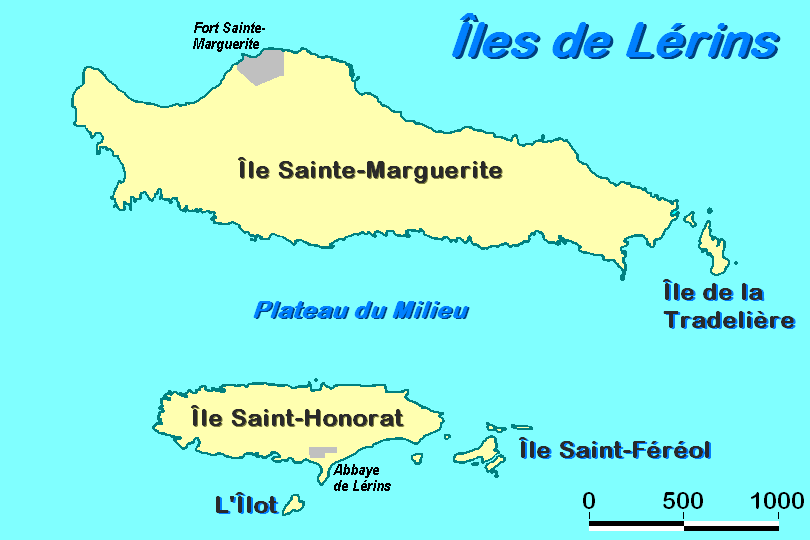
Organisation de l'archipel de Lérins.

| Île                   | Longueur (km) | Largeur (km) | Superficie (km²) | Côtes (km) |
| --------------------- | ------------- | ------------ | ---------------- | ---------- |
| Île Sainte-Marguerite | 3,2           | 0,9          | 2,1              | 9          |
| Île Saint-Honorat     | 1,5           | 0,4          | 0,37             | 3          |
| Îlot de la Tradelière | 0,18          |              |                  |            |
| Îlot Saint-Ferréol    |               |              |                  |            |
| Îlot de l'Ilon        |               |              |                  |            |

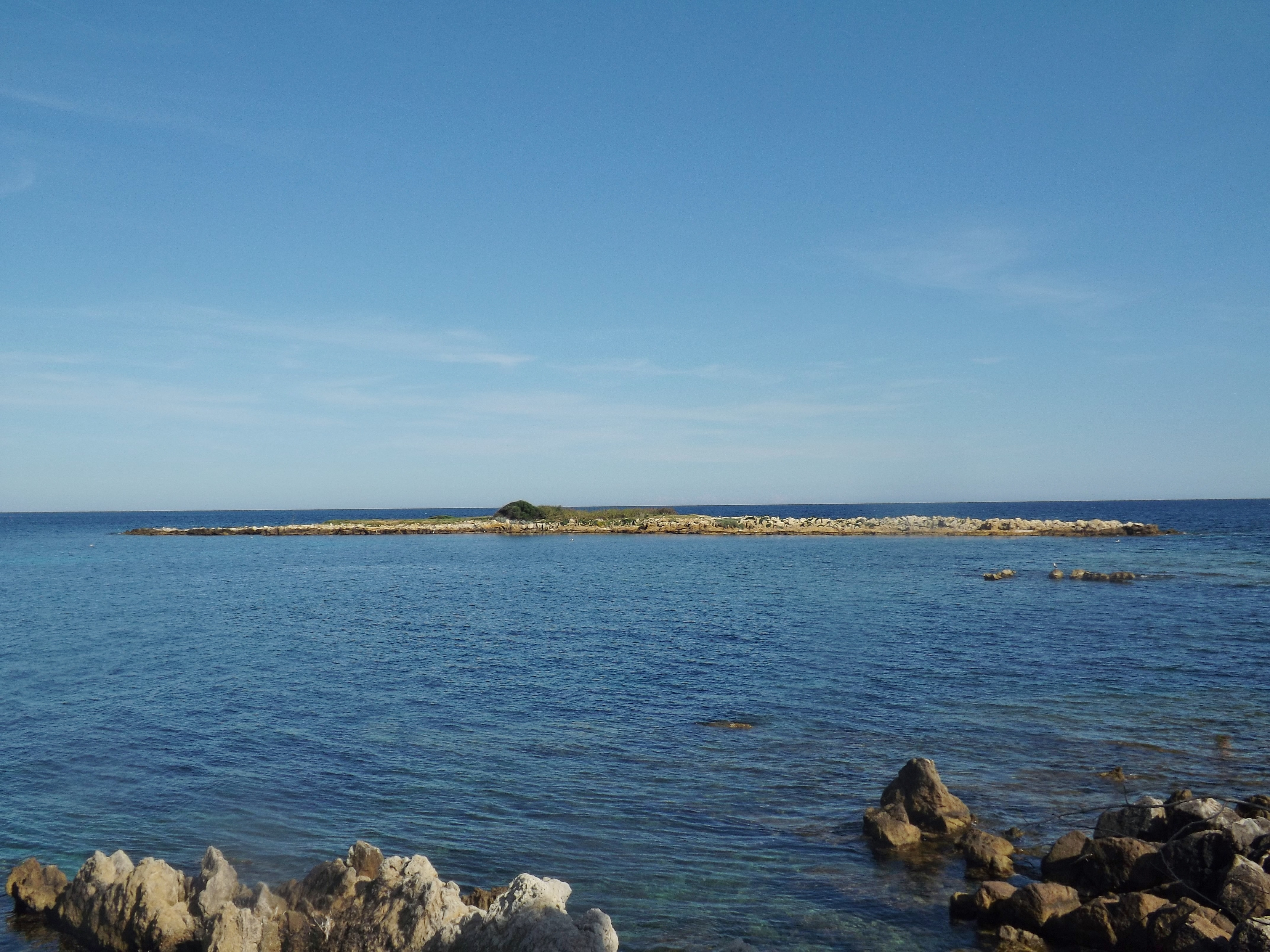
L'îlot Saint-Ferréol.
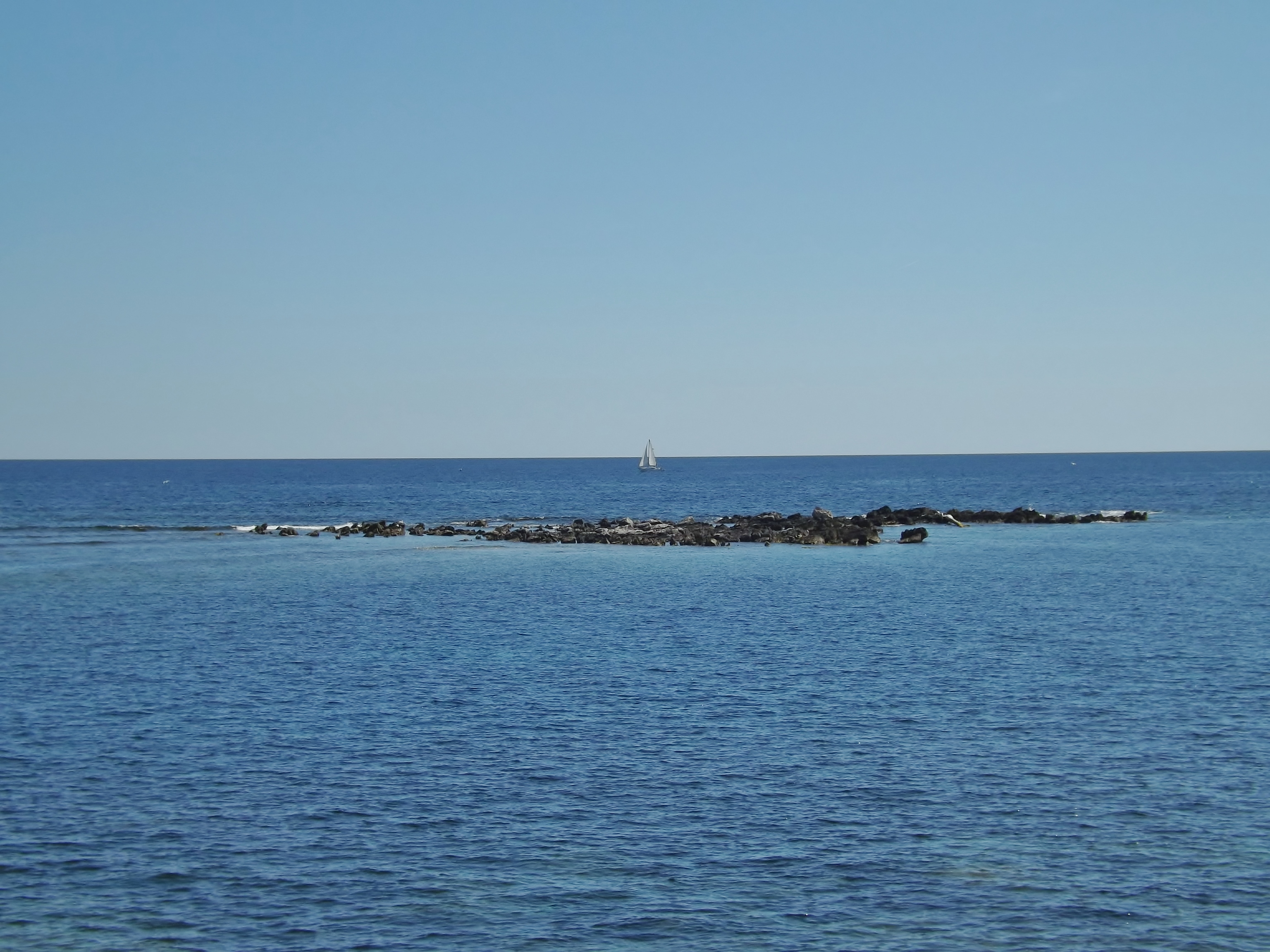
Îlot de l'Ilon.

### Hydrographie
La géologie de l'île Sainte-Marguerite n'est pas propice à la formation de source et ruisseau naturels, ce qui la rend inhabitable à long terme. Cependant, l'archéologie témoigne d'une occupation permanente de Sainte-Marguerite, notamment au travers des ruines d'un oppidum urbanisé, puis d'une cité romaine. Or, durant l'Antiquité, bien que l'eau fût moins consommée que de nos jours car elle était considérée comme un fléau charriant fièvres et maladies, les Romains avaient bâti sur l'île d'immenses citernes de recueillement des eaux de pluie. Un tel dispositif est visible au rez-de-chaussée du musée de la Mer et des formats réduits peuvent être trouvés au détour de chemins éloignés de la cité romaine.
Quant à Saint-Honorat, le saint éponyme aurait frappé le sol de son bâton à son arrivée sur l'île, faisant ainsi jaillir une source qui n'aurait jamais tari. Cette légende peut trouver un sens si on considère que les bas-fonds lériniens abritent un nombre considérable de sources sous-marines d'eau douce, telles que la source de la Boutte, située à moins de cinq mètres du niveau de la mer, et capable de débiter quelque 200 litres d'eau à la seconde. Or, on sait avec certitude que la Côte d'Azur a connu en 410 un tremblement de terre particulièrement violent, dont des traces subsistent dans la cité gréco-romaine d'Antibes, ou encore sur les murailles de l'oppidum lérinien. Ainsi, ce cataclysme, également relaté dans la légende de saint Honorat, aurait affaissé l'archipel de plusieurs mètres dans l'eau, ce qui explique que les ruines antiques soient pour la plupart aujourd'hui à demi immergées. À cette catastrophe naturelle s'ajoutent les 50 à 70 centimètres de remontée générale du niveau de la mer observés partout à la surface du globe. Ces sources aujourd'hui sous-marines semblent donc avoir été accessibles depuis la terre dans le passé, et les îles de Lérins n'auraient donc pas toujours été dépourvues de ressources aquifères.
En revanche, en 1637, ces sources se trouvent englouties sous le niveau de la mer, et la sécheresse lérinienne frappera à nouveau. Cette année-là, les envahisseurs espagnols lèvent le camp du fort royal et se rendent à leurs assaillants français, vaincus par la soif.
De nos jours, l'approvisionnement en eau douce du village de Sainte-Marguerite est assuré par une canalisation sous-marine en provenance de Cannes.

## Démographie
Les données proviennent du recensement officiel de la ville de Cannes, effectué depuis 1872.
| 1872 | 1881 | 1886 | 1891 | 1896 | 1901 |
| ---- | ---- | ---- | ---- | ---- | ---- |
| 106  | 72   | 162  | 125  | 159  | 166  |

| 1906 | 1911 | 1921 | 1926 | 1931 | - |
| ---- | ---- | ---- | ---- | ---- | - |
| 45   | 40   | 25   | 63   | 68   | - |

## Histoire

### Antiquité

#### Colonisation ligure
La première trace de vie humaine sur l'archipel a été localisée au nord de l'île Sainte-Marguerite, sous forme de tessons datés du VIe siècle av. J.-C. À cette époque, une importante partie de la région provençale et de l’Italie du Nord est colonisée par une population dite Ligures. Une pratique caractéristique de cette population, diffusée sur l’ensemble de leur territoire, consiste en l’édification de structures défensives, connues sous le nom latin d’oppidums, au moyen de massifs blocs de pierre disposés en un cercle plus ou moins large. Au-delà de leur fonction de protection, ces bastions servaient principalement de refuge public pour une petite communauté villageoise.
Une campagne de fouilles organisée de 1973 à 1986 sous la terrasse nord-ouest du fort royal, le gisement archéologique le plus riche de l’archipel lérinien, y a exhumé des ruines s’apparentant avec certitude à des restes d’oppidum. Pline l'Ancien, dans son Histoire naturelle, mentionne l'archipel et évoque la colonie ligure, allant jusqu'à nommer les îles et l'oppidum.

« Lero et Lerina, aduersum Antipolim, in qua Vergoani oppidi memoria. »

— Pline l'Ancien, Histoire naturelle, livre XXXVII, Ier siècle apr. J.-C.

« Lero et Lerina, en face d’Antibes, dans laquelle on cite le souvenir de l'oppidum Vergoanum. »

Les premiers lériniens constituaient ainsi une colonie ligure, basée dans son oppidum au nom latin de Vergoanum sur l'île Lerina, base défensive s'élevant au point culminant de l'archipel. Au site du Suquet se trouvait alors un second oppidum, à l'avenir plus glorieux car il deviendra la ville de Cannes, et ces deux bastions assuraient la protection des côtes provençales. La communauté de Vergoanum vivait alors de la chasse, de la pêche et de la cueillette, approvisionnée en eau douce par de nombreuses sources littorales, aujourd'hui sous-marines. Selon Pline, l'île Lerina serait celle où se trouvait l'oppidum, et donc aujourd'hui Sainte-Marguerite, tandis que Lero sera devenue l'île Saint-Honorat.

#### Culte de Lêron
En parallèle aux activités ligures, les Grecs, qui naviguent dès le Ve siècle av. J.-C. entre Massalia (Μασσαλια, Marseille) et Antípolis (Άντίπολις, Antibes), utilisent la seconde île, Lero, inhabitée car plus petite et plus exposée que Lerina, comme escale pour s'y ravitailler. C'est là qu'entre en jeu le premier témoignage écrit portant sur l'archipel lérinien, rédigé par le géographe grec Strabon dans la seconde moitié du Ier siècle av. J.-C..

« μετά δε τάς Στοιχάδας ή Πλανασία καὶ Λήρων, ἔχονσαι κατοικίας. έν δε τῇ Λήρωνι καὶ ήρῷόν ὲστι τό τοῦ Λήρωνος' κεῖται δ' αὔτη πρὸ τῆς 'Αντιπολεως »

— Strabon, Géographie, Ier siècle av. J.-C.

« À la suite des Stoichades, Planasia et Lêrôn portent des habitations. Or, sur l’île Lêrôn, le temple du héros est celui de Lêrôn. Celle-ci est située devant Antibes. »

Ici, Strabon indique les premières appellations grecques des îles : sa Planasia sera rebaptisée la Lérina de Pline, puis la Sainte-Marguerite moderne : l'île Lêron, elle, deviendra la latine Lero, avant de prendre son nom contemporain de Saint-Honorat. Il précise aussi qu'elles sont toutes deux habitées à l'année, puis évoque un monument dédié au héros éponyme à l'île Lêron. Cette île étant occupée par les Grecs, il s'agit d'une entité locale vénérée par les navigateurs de passage ; le héros Lêron étant par ailleurs inconnu de la mythologie gréco-romaine. Mais un tel édifice, pouvant aller du simple autel au petit temple, n'a jamais été retrouvé sur Lero ; il aura probablement été détruit par l'abbaye de Lérins, soit au cours de la construction du monastère, soit par des moines hostiles à la présence de lieux de culte païens sur leur île, qui auront tôt fait de réutiliser ces matériaux facilement accessibles pour l'édification des chapelles périphériques.
La preuve épigraphique d'un tel culte voué au héros Lêron sera apportée par un objet trouvé au sein de remblais comblant un fossé. Il s’agit d’un couvercle en ivoire de 102 mm de diamètre, travaillé au tour, dont la face supérieure convexe comporte sur cinq lignes une inscription grecque votive. Il fermait très certainement un récipient à petite ouverture et à col épais, d’après la rainure d’emboîtement du couvercle, et dont le matériau pouvait être l’ivoire, à l’instar du couvercle, l’albâtre ou encore quelque bois précieux ; la forme indiquée s’apparente à celle d’un pyxide, d’un gros aryballe ou d’un alabastre. Le présent aurait alors été constitué du vase en lui-même ainsi que de son contenu précieux. Mais ce qui fait l’intérêt d’un tel objet réside en l’inscription présente sur la face convexe, tracée par un graveur amateur et droitier, et qui caractérise le vase comme une offrande aux héros éponymes à l’archipel, Lérôn et Lérine.

« ΑΘHNAIOΣ
ΔIONYΣIOY
NEΩΠOΛITHΣ
ΛHPΩNI KAI ΛHPINH »

« Athênaios,
fils de Dionysos,
de Néopolis,
à Lêrôn et Lérinê »

S'il s'est révélé impossible d'identifier le dénommé Athênaios, son père ou même sa ville d'origine, les noms indiqués étant extrêmement courants dans le monde antique, plus intéressants sont les dédicataires. On y retrouve le héros éponyme à l'île Lêron de la Géographie de Strabon, accompagné cette fois-ci de sa parèdre Lérinê, que l'on peut facilement assimiler à la grande île, Lérina. Ces entités pouvaient composer un couple, une fratrie, peut-être de jumeaux, ou encore, leurs noms déviant de la même racine, une mère et son fils. Ainsi, un culte était voué aux héros éponymes de l'archipel, instauré par les navigateurs grecs puis manifestement adopté par la population ligure, et qui prendra fin avec l'arrivée de saint Honorat sur Lero.

#### Oppidum de Vergoanum
Avec les siècles, la population ligure fait évoluer son bastion rupestre en oppidum davantage urbanisé, composé de rangées de pièces de 8 mètres sur 4 mètres, séparées par des ruelles avec égout couvert, et protégé par un épais rempart. Les habitations les plus hautes, situées à l'emplacement original de l'oppidum, proposent une architecture incontestablement ligure, tandis qu'une banlieue descendant vers l'étang du Batéguier, à l'ouest, présente une romanisation caractérisée commencée dès l'an 100 av. J.-C. ; jusqu'ici, les Ligures étaient restés relativement hermétiques aux influences helléniques. Cette transformation de l'architecture lérinienne s'explique par l'annexion de la région Narbonnaise à l'Empire romain en 122 av. J.-C. ; et il apparaît avec certitude que l’archipel passe sous contrôle romain dès la fin du IIe siècle av. J.-C..

#### Cité romaine
Enfin, ce dernier habitat mixte fut intégralement rasé pour laisser place à une cité romaine, édifiée dès le début du Ier siècle sous le règne d’Auguste. Ceinturée d’un tout nouveau mur d’enceinte à contreforts circulaires, cette nouvelle acropole s’inscrivait, à l’instar des habitats précédents, sur le terre-plein de l’actuel fort royal, couvrant près d’un hectare.
Au IVe siècle de notre ère, cette cité fut étoffée de nouveaux portiques, dont la construction nécessita le comblement d’un fossé qui bordait leur emplacement et en compromettait la stabilité. Cette opération fut réalisée en une campagne de travaux, mettant à contribution des gravats issus des travaux de dérasement de l'ancien habitat, et dispersés dans toute l'île. Le fait est que ces remblais, analysés méticuleusement par les archéologues depuis 1976, livrèrent de remarquables découvertes sur la composition de la cité et les coutumes des lériniens antiques. La trouvaille la plus intéressante[Quoi ?] fut faite durant l’été 1981, dans une des strates supérieures du comblement, dans laquelle avaient déjà été retrouvés un grand nombre de tessons divers, dont des fragments de grandes céramiques italiotes et attiques à figures noires datables du IIe au IVe siècle, et attestant de relations suivies avec l'Italie centrale et l'Italie du Sud.
Ces mêmes remblais présentent également des peintures représentant des dauphins, uniques en Gaule, et datées par comparaison au moins du IIe siècle av. J.-C. Des fragments de fresque furent incontestablement attribués à un laconium, petit établissement thermal témoignant à nouveau de l’aisance de certains habitants. La cité avait également été équipée de grandes citernes romaines, prévenant le problème majeur connu de tout temps par les habitants de Sainte-Marguerite, l’absence totale de source d’eau douce dans l’île. Les ruines d’une luxueuse villa sont toujours visibles à proximité de l’actuel débarcadère, comprenant encore des thermes en bord de mer. Des vestiges du mur à contrefort protégeant tout cet ensemble urbain sont également présents aux alentours. Sur la côte occidentale de l’île, à la pointe du Batéguier, des structures en partie sous-marines témoignent de l’existence d’une pêcherie antique, principal lieu de ravitaillement en nourriture de l’acropole, et dont la datation n’a pas encore pu être déterminée. Enfin, au IIIe siècle, l'Itinéraire Maritime situe l'archipel entre Forum Julii (Fréjus) et Antipolis (Antibes), précisant qu'elles consistent en une station maritime comprenant un port. Ainsi, les îles furent sous la coupe d'un riche propriétaire durant l'âge d'or de Lérina, peut-être le gouverneur de la cité qui remplaça Vergoanum.

### Moyen Âge

#### Catastrophe naturelle et légende d'Honorat
Le passage au Moyen Âge de l'archipel lérinien est fait en l'an 410, date à laquelle un important séisme frappe la Côte d'Azur. Il en subsiste encore des traces au sein de ruines gréco-romaines, notamment à Antipolis, cité la plus durement touchée par la catastrophe. Un raz-de-marée déferle sur les littoraux, provoquant une nette hausse du niveau de la mer, comme en témoignent des vestiges en partie immergés au sud-ouest du cap d'Antibes. Sur Lerina, les dégâts sont immenses : le quartier ouest de la cité, important port de commerce des côtes de la Narbonnaise, se trouve également submergé, certains bâtiments se retrouvant à plus d'un mètre sous le niveau de la mer. Des sources littorales, rares points d'approvisionnement en eau douce de l'archipel tout entier, deviennent inaccessibles. Seul le terre-plein originel de Vergoanum, point culminant de l'archipel et cœur de la cité, se trouve relativement à l'abri. Les Lériniens sont ruinés et une importante partie de la surface émergée de l'archipel est perdue.
Cette terrible catastrophe est souvent assimilée à Honorat. Fraîchement arrivé sur Lero, île désertée par ses habitants du fait du cataclysme et retournée à l'état sauvage, le futur saint se heurte à une invasion de reptiles. Cette recrudescence de serpents et scorpions, bien qu'inoffensive, nuit fortement à la création de son monastère ; il se doit donc de purger l'île de cette menace. Levant la main sur ces hôtes superflus, Honorat les réduit à l'état de cadavres pourrissants. Pour s'en débarrasser, il fait monter ses six compagnons au sommet d'un palmier et ordonne aux flots de s'emparer des terres de l'île ; lavée à grande eau, Lero est prête à accueillir la vie monastique. C'est en souvenir de ce miracle que les armoiries de l'abbaye de Lérins sont composées d'une crosse abbatiale flanquée de deux serpents enlaçant de leur queue une palme. Mais la future abbaye souffre, à l'instar des Romains de Lerina, de la disparition des ressources aquifères de son île. Honorat accomplira un dernier miracle pour étancher la soif de ses compagnons, en plantant un bâton dans le sol et faisant jaillir une source intarissable du sol ; c'est le puits Saint-Honorat, aujourd'hui équipé d'une pompe et d'une éolienne, et qui permit la survie du monastère au fil des siècles.

#### Âge d'or du monastère

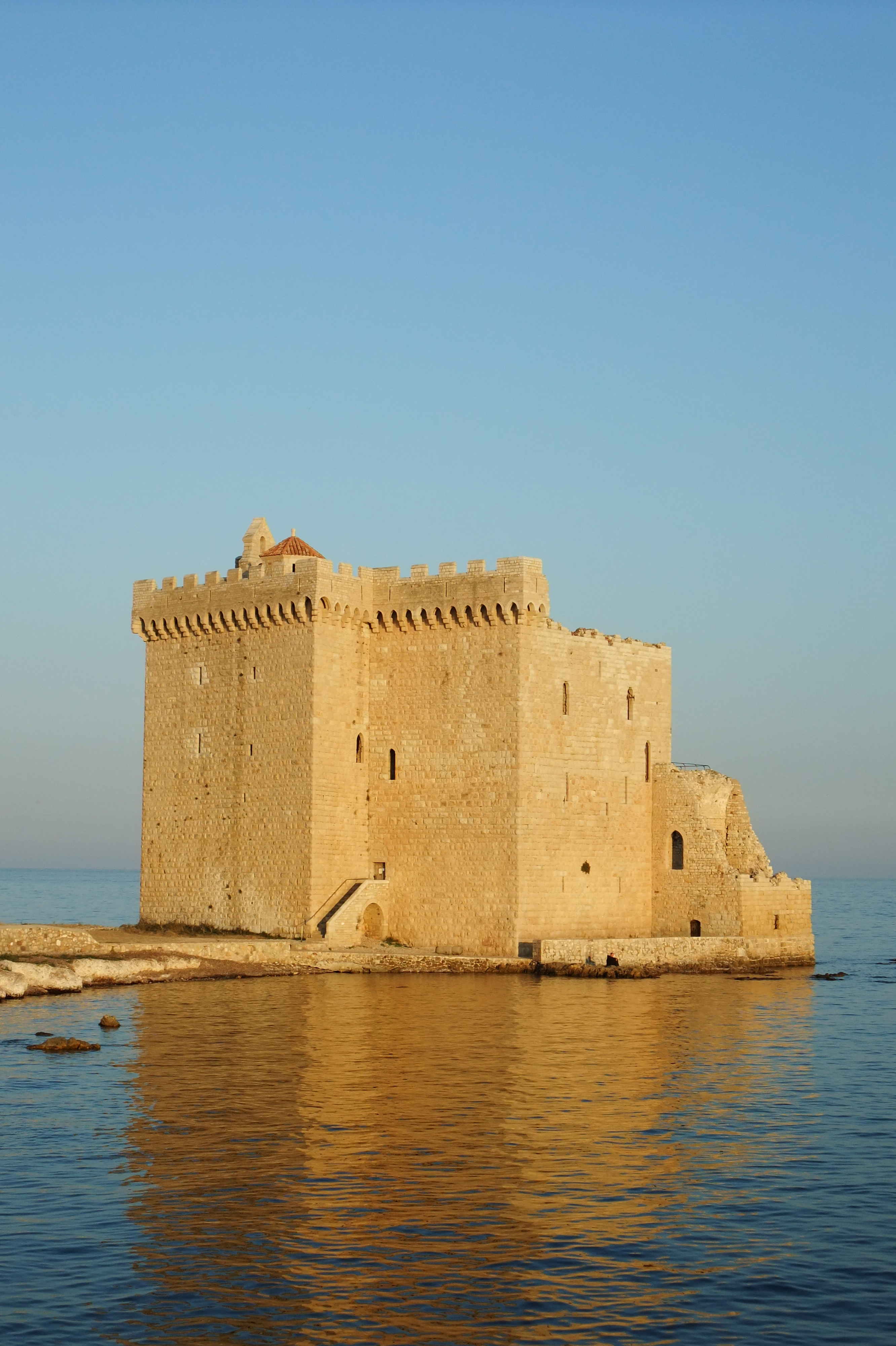
Monastère fortifié de l'abbaye de Lérins

Le monastère de l'île Saint-Honorat est fondé vers 410 (ou vers 400, selon Jacques Biarne) par l'ermite Honorat. Son expansion est rapide, et les disciples accourent de l'Europe entière vers la retraite d'Honorat (tel saint Loup de Troyes), tout comme les pèlerins, qui y reçoivent les mêmes indulgences que pour un voyage en Terre sainte. Ils font, pieds nus, le tour de l'île, s'arrêtant à chacune des sept chapelles périphériques ; on voit un pape, en visite à Lérins, suivre avec humilité cette antique tradition. Des fidèles venus de France et d'Italie demandent à s'y faire enterrer.
Les îles de Lérins se relèvent rapidement, à la suite de la catastrophe ayant provoqué la chute de la cité romaine, et le commerce reprend sur chacune des deux îles. Les moines, qui possèdent l'île tout entière, mettent en culture leur territoire, récoltent de la lavande et du miel, et fabriqueront même une liqueur à base de quarante-quatre plantes, locales et étrangères à l'archipel, la Lérina. En 427, l'abbaye est devenue un « immense monastère », comme le rapporte Jean Cassien. Composé de deux cloîtres superposés, d'une salle du chapitre, d'un chauffoir, de cuisines, de dortoirs, de cellules, d'un scriptorium, d'une suite réservé à l'abbé, et de trois chapelles, on a pu en dire qu'il comportait quatre-vingt pièces et plus de cent portes.
Outre son intérêt architectural remarquable, le monastère de Lérins rayonne dans toute l'Europe de par le nombre impressionnant d'abbés et d'évêques qu'il a formé au long de son existence. Surnommé « pépinière d'évêques » du fait qu'il en ait formé un grand nombre aux Ve et VIe siècles, dont le futur saint Patrick, évangélisateur de l'Irlande ou Eucher de Lyon, c'est le tout premier monastère fondé en Occident.
La vie monastique y est d'abord régulée par la Règle des Quatre Pères, rédigée par saint Honorat lui-même à la fondation de son abbaye. Elle ne sera remplacée qu'à la fin du VIIe siècle, par la règle bénédictine, qui, après avoir conduit à l'assassinat de Saint-Aygulf en 660, une fois qu'il ait tenté de l'instaurer à Lérins, permettra au monastère de bénéficier d'importantes donations grâce auxquelles il peut essaimer en Provence, où il fonde une centaine de couvents.

#### Raids et pillages
Dès le IXe siècle, le monastère doit faire face à des raids fréquents. Il sera notamment pillé par les pirates sarrasins en 1003, 1047, 1107 et 1197. Le raid le plus grave, celui de 1047, vit l'enlèvement de nombreux moines qui furent séquestrés en Espagne musulmane, à Tortosa et à Dénia, avant d'être rachetés par l'abbé Isarn de Marseille.
Après de multiples attaques aussi futiles que coûteuses à la communauté de Lero, il est instauré au XIVe siècle un système de signalisation entre la tour fortifiée du monastère et la tour du Suquet, située à Cannes.
En mai 1400 l'île est de nouveau pillée, cette fois-ci par des corsaires génois commandés par un certain Salageri de Nigro, avant d'en être chassé par le sénéchal de Provence, Georges de Marle ; dès lors, l'abbaye sera gardée par des soldats qui habiteront dans les endroits fortifiés du monastère.

### Temps modernes

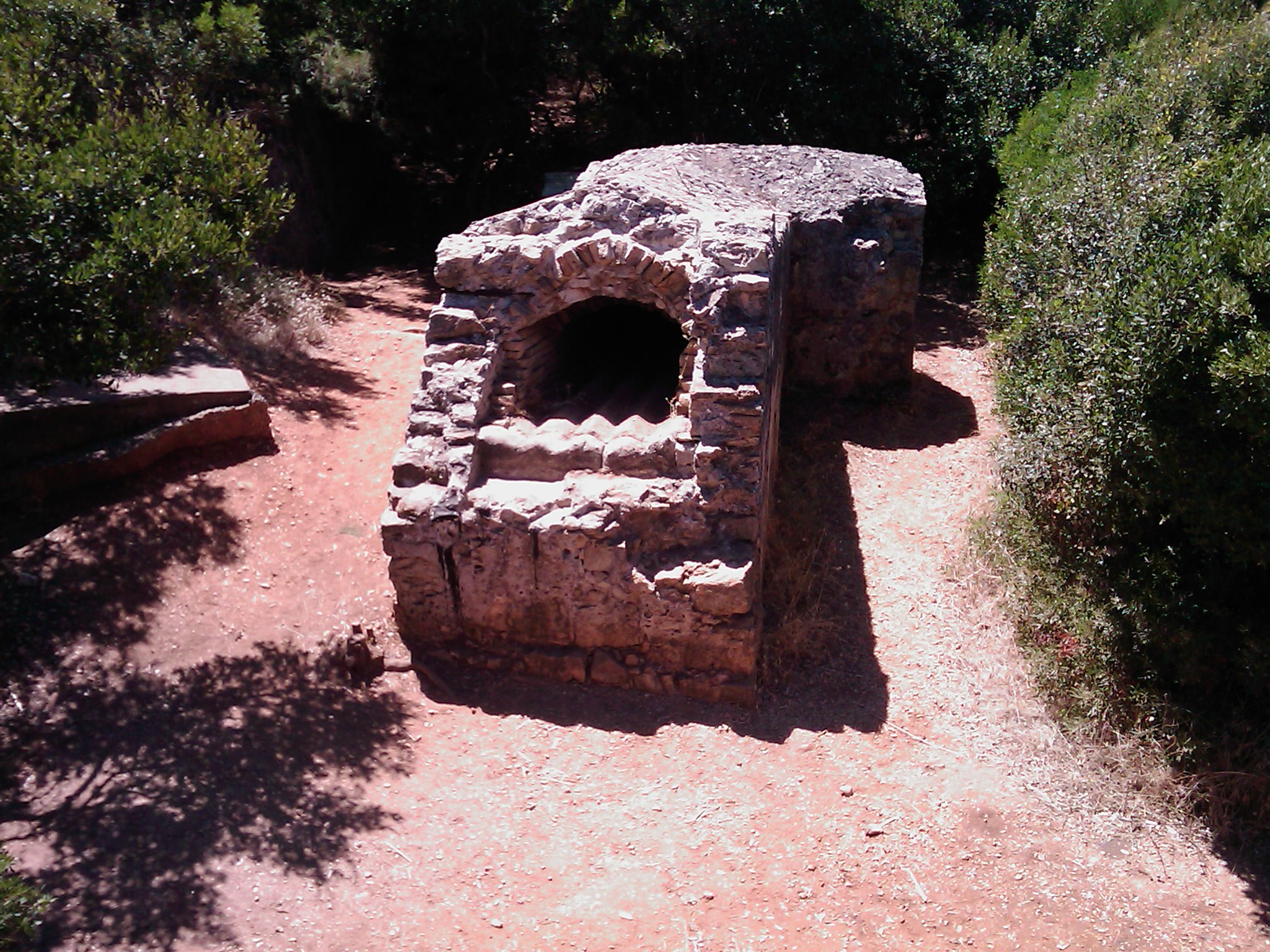
Le four à boulets de la pointe du Dragon.

Lors de la guerre de Trente Ans, les Espagnols s’emparent des îles en septembre 1635, et n’en sont chassés qu’en mai 1637 par Henri de Sourdis, chargé de reconquérir l'ile Sainte-Marguerite (le bronze des canons espagnols confisqués fût fondu en la cloche de l'Église Saint-Seurin, qui passe pour être la plus ancienne cloche de Bordeaux)
.
Commencé par Richelieu, le fort royal de l'île Sainte-Marguerite a été reconstruit par les Espagnols, en 1635, puis aménagé par Vauban.
En plein règne de Louis XIV, c'est sur l'île Sainte-Marguerie que sera enfermé le prisonnier le plus célèbre de France : le 4 septembre 1687, l'Homme au masque de fer est conduit au fort royal par l'officier Saint-Mars, chargé de sa surveillance, pour un séjour de 11 ans dans une cellule face à Cannes. Saint-Mars, fatigué de l'ambiance lérinienne, quitte l'île en 1698 avec son prisonnier, qui décédera à la Bastille en 1703. Son identité n'a jamais été révélée et reste inconnue à ce jour.
En 1706 les Anglais de l'amiral Sir Cloudesley Shovell s'emparent des îles de Lérins pour aider l'offensive du duc de Savoie Victor Amédée II qui, après avoir chassé les envahisseurs français, en 1707 pousse vers Toulon ; mais les Savoyards, après avoir attaqué cette ville en juillet et en août, la nuit entre le 22 et le 23 de ce mois se replient vers Nice, dont le château avait été détruit par ordre de Louis XIV en 1706.
Pendant la guerre de Succession d'Autriche (1740-1748), les îles sont brièvement conquises par les Anglais. Un débarquement est organisé par la Royal Navy en décembre 1746 en vue de mener par la suite le siège d'Antibes. En 1747, Bompar, à la tête d'une flottille improvisée en fait la reconquête et capture 500 Anglais.

### Époque contemporaine

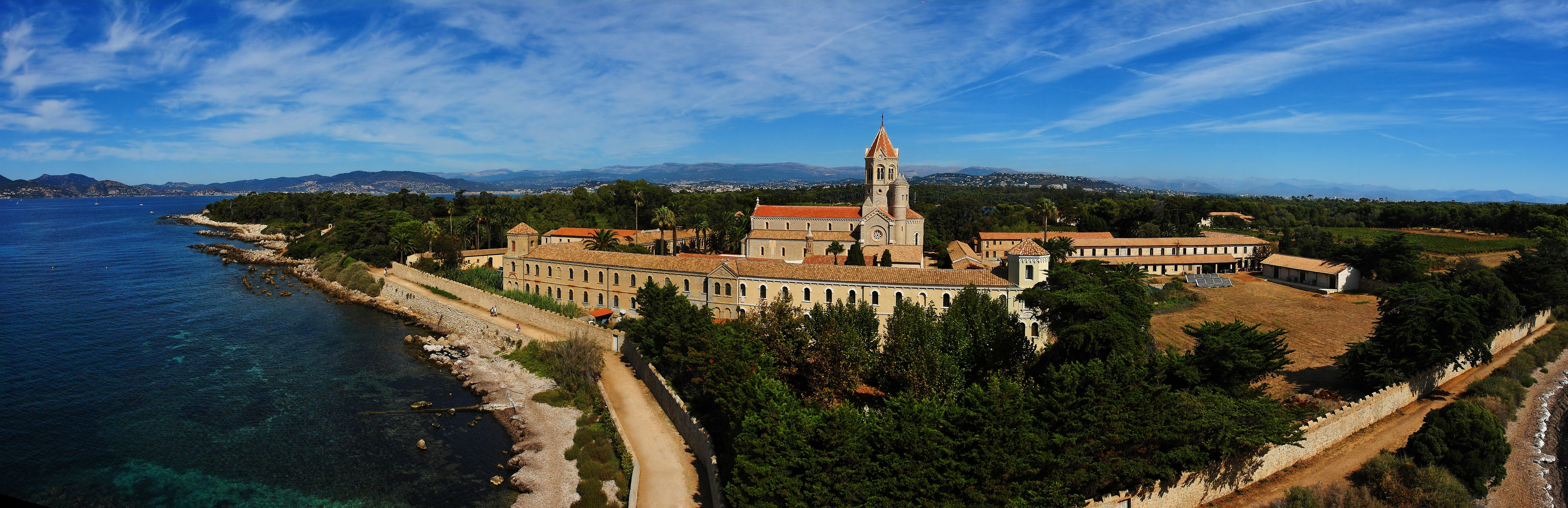
Le monastère de Lérins vu depuis la forteresse.

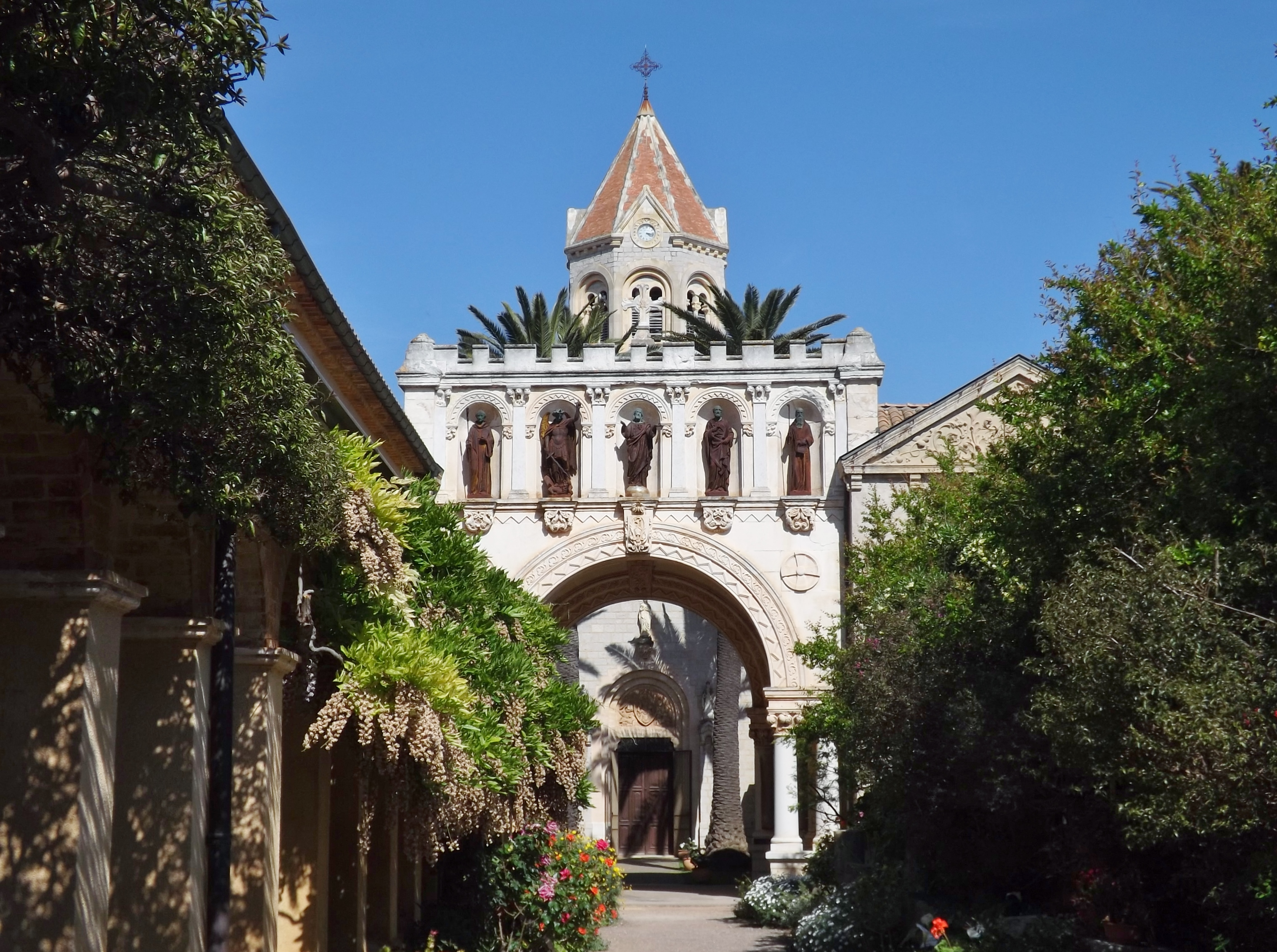
Entrée principale de l’abbaye de Lérins, sur lîle Saint-Honorat dans la baie de Cannes

Sous la Révolution, les îles de Lérins ont été appelées îles Marat et Lepeletier, ces deux martyrs des idées nouvelles (ils ont tous deux péri assassinés), remplaçant provisoirement une sainte et un saint du christianisme.
Le fort royal a servi de prison d’État, puis, après la Révolution, de prison militaire. L'ex-maréchal Bazaine y fut détenu durant huit mois. Il s'en est évadé de manière épique le 10 août 1874. L'évêque de Gand Maurice de Broglie a également été détenu sur l'île durant dix mois en 1812, c'est lui qui y fera planter des eucalyptus. Après la conquête de l'Algérie, plusieurs dirigeants de tribus insoumises sont envoyés sur l'île par les autorités françaises.
Les îles de Lérins abritent quatre des neuf vestiges de fours à rougir les boulets maçonnés restants en France.  Sur l'île Sainte-Marguerite, on retrouve un four en partie ruiné à la Pointe du Vengeur (côté est) et un autre four en meilleur état à la Pointe du Dragon (côté ouest). Sur l'île Saint-Honorat, deux fours sont construits: l'un à l'est, le four de la batterie de la République peu dégradé situé sur la Pointe Saint-Férréol,  et l'autre à l'ouest, le four de la batterie des Braves-Gens sur la Pointe du Barbier,. Ces équipements thermiques, construits en 1794 sur ordre du général Bonaparte, étaient destinés à chauffer des boulets à plus de 1 000 °C en dix minutes, lesquels alimentaient les batteries de canons positionnées aux alentours. Ce dispositif de défense, géré par le fort royal, permettait aux deux paires de batteries, à l'est et à l'ouest, de prendre sous un feu croisé les navires ennemis s'aventurant dans les parages. La réputation de ces fours était telle que la vue de leur fumée depuis un navire pouvait dissuader le capitaine de s'approcher de l'île, les boulets chauffés au rouge étant capables d'occasionner un incendie à bord.
En 1888, l'île Saint-Honorat et l'îlot Saint-Ferréol sont évoqués dans une nouvelle de Maupassant, où l'écrivain narre une croisière qu'il a effectuée à bord de son yacht le Bel-Ami, le long de la Côte d'Azur, en passant sous l'archipel.

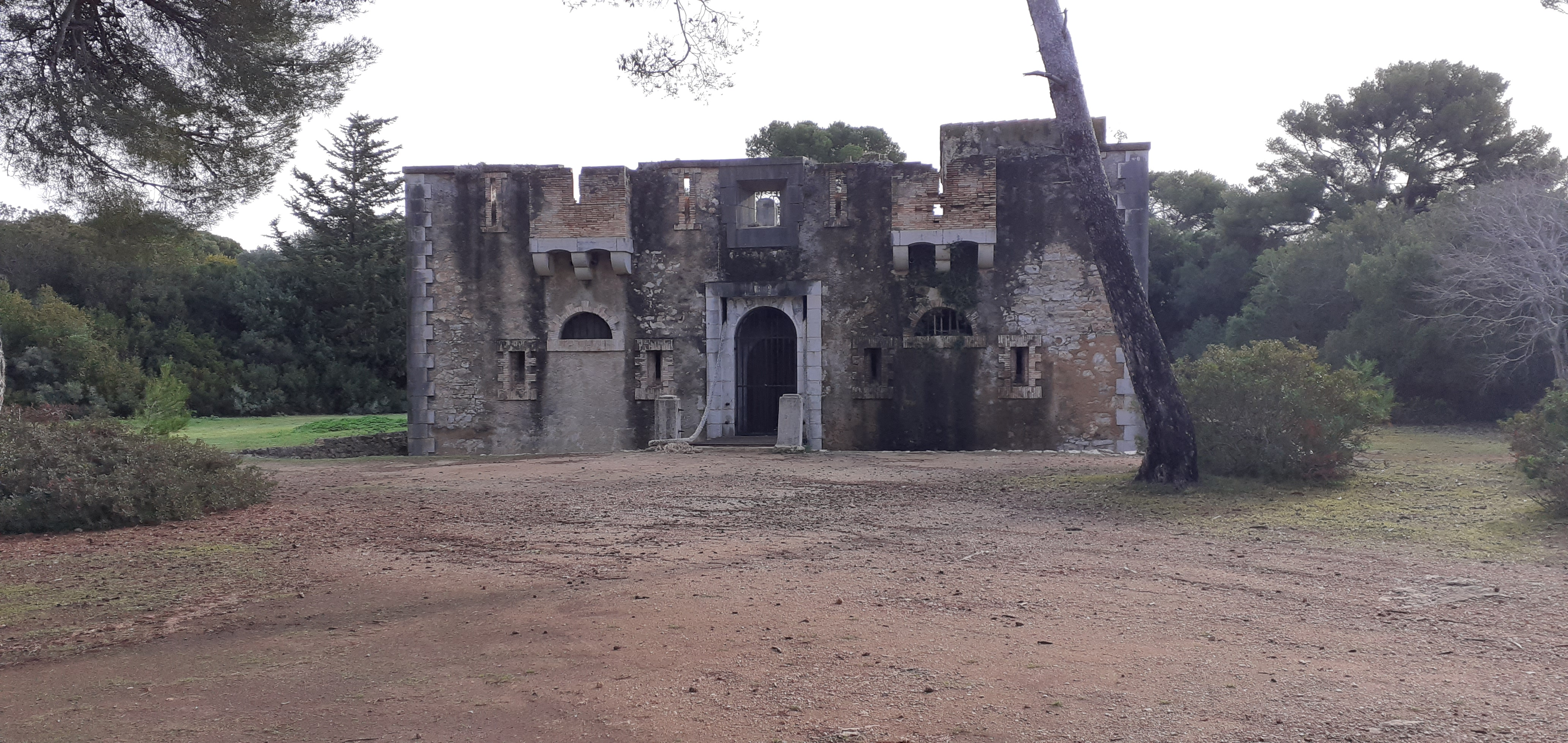
Batterie de la Convention

Le fort royal de l'île Sainte-Marguerite accueille désormais le musée de la Mer présentant des collections d'archéologie sous-marine. On peut également visiter la cellule du Masque de fer, ainsi que celles dans lesquelles furent enfermés six pasteurs protestants français après la révocation de l'édit de Nantes. Il abrite également un centre d'hébergement, ainsi qu'une salle d'aquariums méditerranéens.
A la pointe Est de l'île Sainte-Marguerite, au centre d'une clairière, se dresse la batterie de la Convention, fortification datant de 1862 et qui fut jadis équipée de douze canons.

## Biodiversité marine

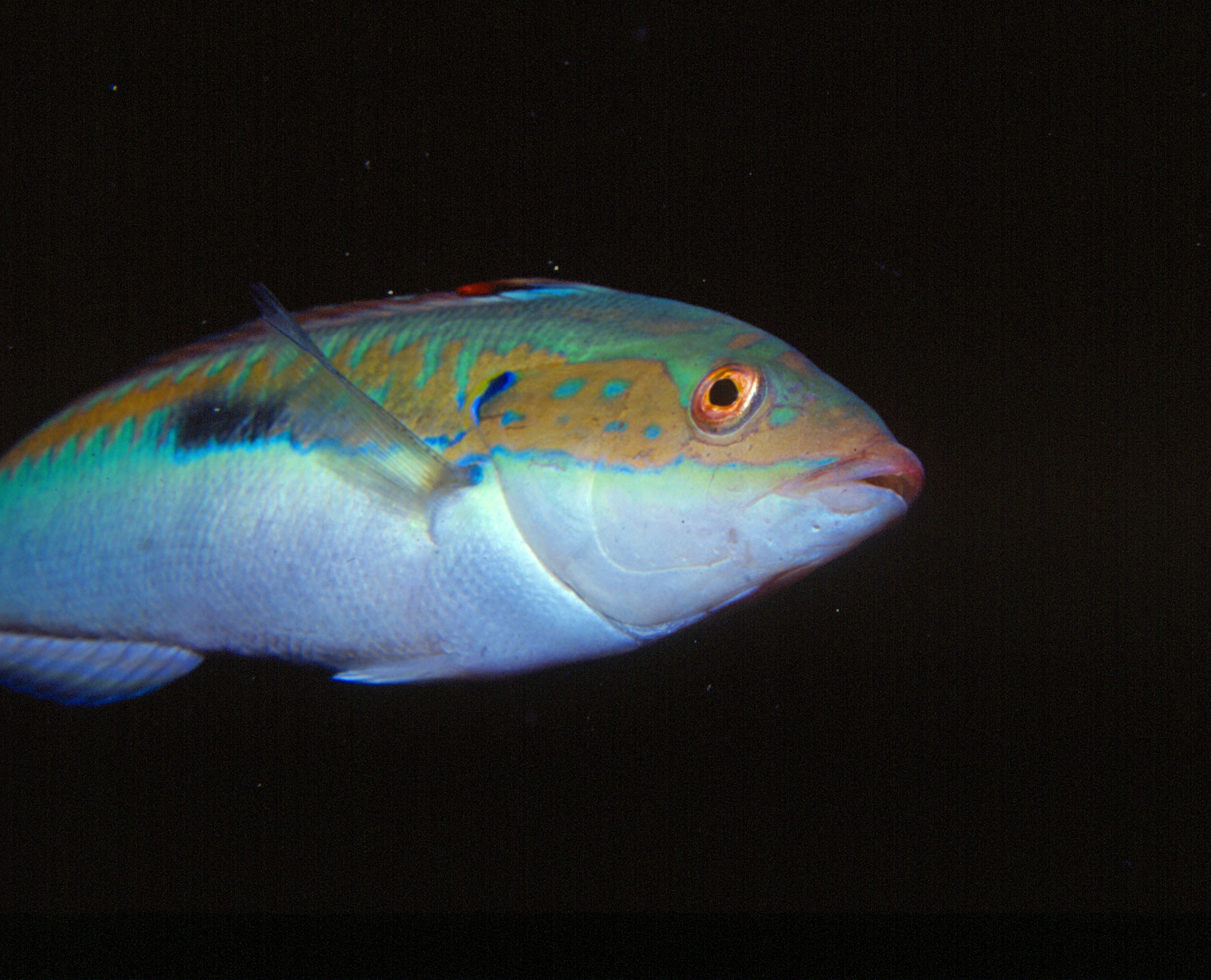
La girelle est un des poissons les plus observés autour des îles de Lérins (projet Lérins Biodiversité).

L’archipel abrite une variété d'écosystèmes typique de la Méditerranée Nord Occidentale. Sa position particulière, en plein cœur d'une côte fortement peuplée, en fait un écrin sensible qu'il faut comprendre et protéger. Il est étudié dans le cadre d'un projet intitulé: Lérins Biodiversité. De même, de nombreuses activités de médiation scientifique sont organisées par le CPIE des îles de Lérins et Pays d'Azur. Classé en zone Natura 2000, sa faune et sa flore sont exposées au public au Méditerranoscope sur l'île Sainte-Marguerite dans le but de sensibiliser la population à la richesse et à la fragilité du littoral.  
D'après l'Inventaire National du Patrimoine Naturel, "les eaux côtières sont pourvues de grands ensembles d'herbiers sur roches ainsi que de divers autres habitats marins remarquables (coralligène, grottes sous-marines, etc" .Ce qui témoigne de la qualité du milieu. Ces herbiers, principalement de posidonies, hébergent de nombreuses espèces de poissons et invertébrés.
Ce secteur est régulièrement fréquenté par de grands dauphins comme le dauphin bleu et blanc et plusieurs autres espèces de mammifères marins comme le rorqual commun, le cachalot,,.  
D'après une étude menée en automne 2013 par Lérins Biodiversité, les poissons les plus abondamment observés en bordure de côte sont:  
- les athérines,
- les saupes
- et les girelles (sparidés et labres).

La faune visible se compose également : 
- de sars communs, de sars à tête noire,
- de serrans écriture, de serrans commun,
- d' échinodermes comme les oursins noirs, les poissons-pierre ou les concombres de mer,
- de cnidaires comme la tomate de mer, l'anémone verte ou les méduses (Pélagie ou œuf au plat)
- et de mollusques comme les poulpes, les moules et les grandes nacre.

Mais, la biodiversité réelle est évidemment bien plus importante car constituée de très nombreuses espèces plus petites, cachées ou situées plus en profondeur.   

### Fort royal

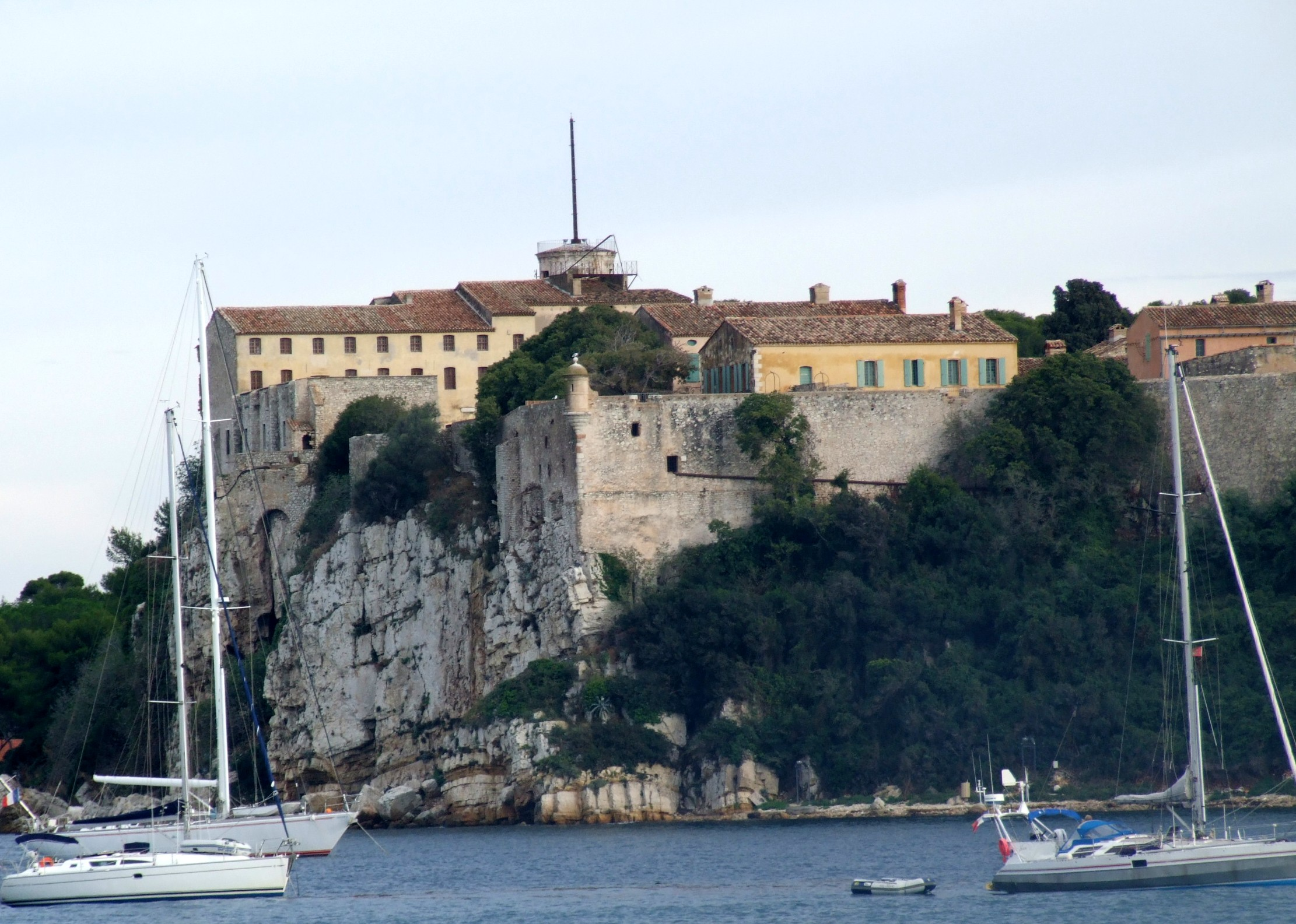
Le fort Vauban, île Sainte-Marguerite.

Le fort royal de l'île Sainte-Marguerite est classé au titre des monuments historiques par arrêté du 27 juillet 1927 et l'île est un site protégé classé par arrêté du 17 mars 1930.

### Tour-monastère

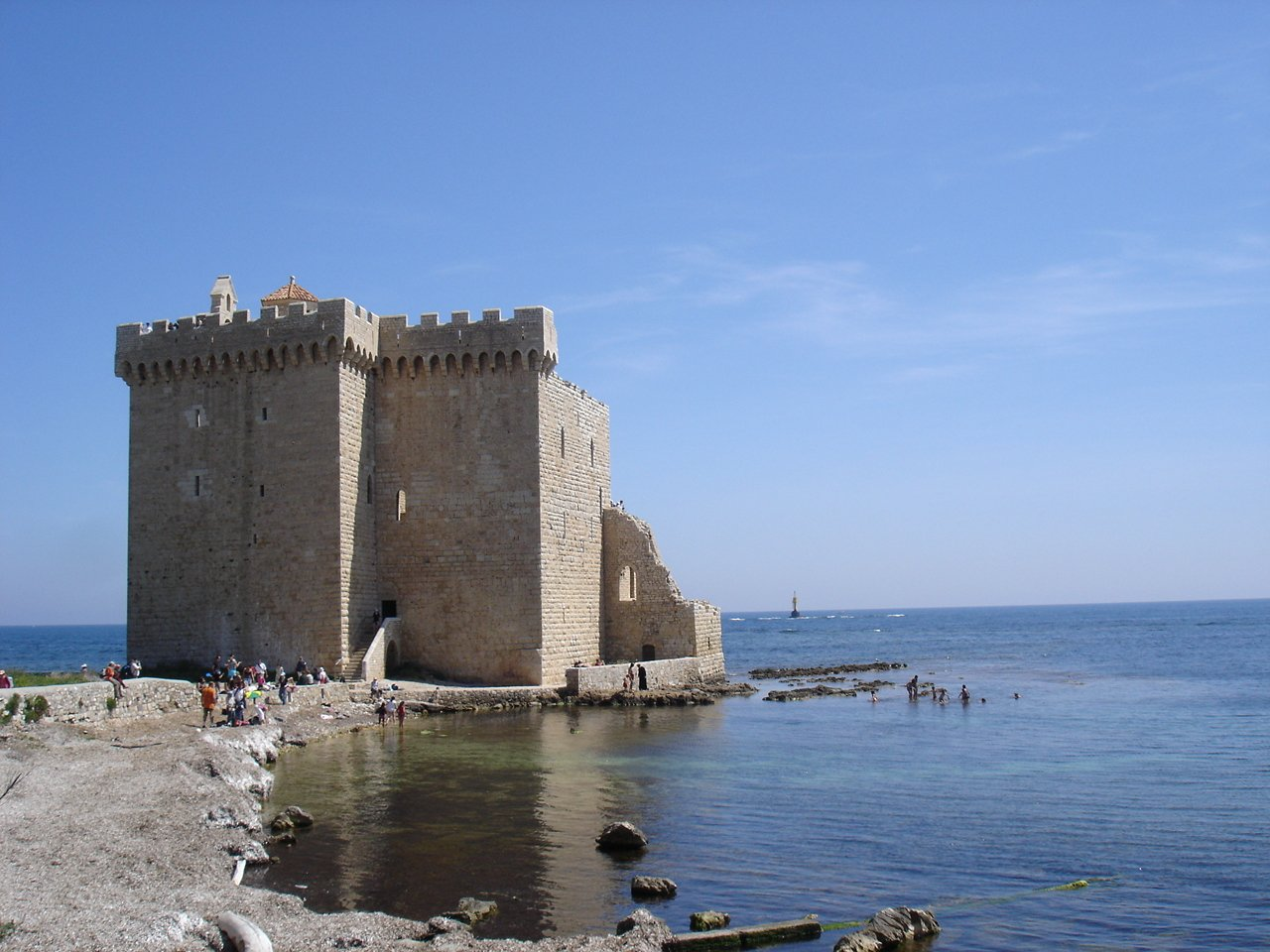
Monastère fortifié de l'abbaye de Lérins

Le monastère fortifié de l'abbaye de Lérins sur l'île Saint-Honorat, fait l’objet d’un classement au titre des monuments historiques par la liste de 1840. Les fours à boulets de l'île Saint-Honorat sont classés MH par arrêté du 22 octobre 1908. L'île est également un site protégé classé par arrêté du 17 septembre 1941.

### Candidature au Patrimoine Mondial de l'UNESCO
En 2017, la ville de Cannes a déposé une candidature auprès du Ministère de la Culture pour inscrire les Îles de Lérins au patrimoine Mondial de l'UNESCO,.

## Grand Jardin
Le Grand Jardin, unique propriété privée de Sainte-Marguerite, est un jardin botanique de 13 750 m2 cultivé depuis des siècles. Son nom ne peut d'ailleurs pas être modifié. Ce parc est situé au Sud de l'île, dans sa partie la plus protégée et la plus fertile, face à l'île Saint-Honorat.

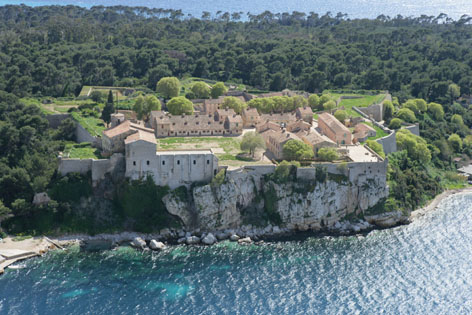
Le Fort Royal de l'île Sainte-Marguerite, Cannes

On y trouve des cyprès, des cèdres du Liban, des palmiers, beaucoup d'arbres fruitiers : bananiers, citronniers, orangers, pamplemoussiers, figuiers, amandiers, oliviers et des milliers de fleurs : géraniums, roses, plantes exotiques, et une importante collection d'iris.
La propriété compte trois bâtiments, dont les dates de construction sont très controversées : la maison du gouverneur, où est installé le propriétaire ; la maison des métayers destinée à ses proches, et la très remarquable tour carrée, réservée aux invités de marque, couverte d'un toit-terrasse panoramique.
Le domaine est protégé par un mur édifié sur les ordres du cardinal de Richelieu. L'ensemble des bâtiments aurait été construit entre le XIIe siècle et le XVIIe siècle et le domaine a été le refuge de propriétaires célèbres, les moines de Lérins, le roi de France,Louis XIV, le duc de Guise ou le gouverneur de Provence ; mais aussi le maire de Marseille, après la Révolution… Plus récemment, la propriété appartenait en 1840 au Cannois Jean-François Tournaire, en 1889 à Paul Jubelin, médecin de la Marine, puis à Félix Sue, patron des fours à chaux de Rocheville. Ce dernier occupant l'a revendue en 1928 au sculpteur danois Viggo Jarl qui en est resté propriétaire jusqu'à la vente du domaine, pour 5 MF, en 1982, à un promoteur cannois, Claude Muller, qui a revendu ce lieu, en 2008, pour 38 M€, à Vijay Mallya, industriel indien.

## Écomusée sous-marin

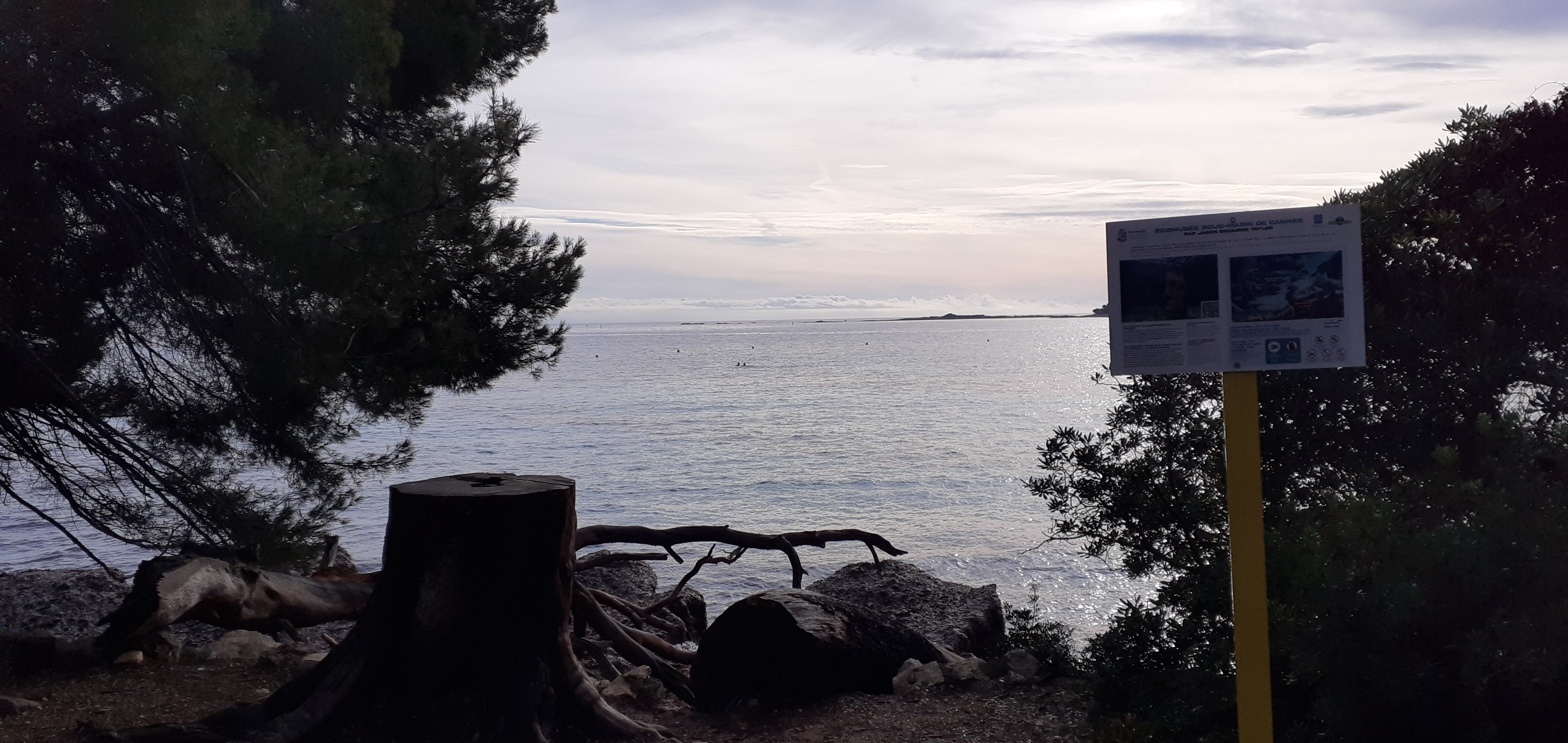
Site d'immersion des sculptures

Le jeudi 28 janvier 2021, un écomusée sous-marin a été créé entre les îles Sainte-Marguerite et Saint-Honorat. Il est constitué de six statues de ciment représentant des têtes d'homme de deux mètres de hauteur et pesant deux tonnes chacune, immergées sur le fond marin à une profondeur de 3 à 5 mètres et à une distance comprise entre 84 et 132 mètres du rivage. Ces statues ont été réalisées par l’artiste britannique Jason deCaires Taylor à partir de visages d'habitants de Cannes. L'accès aux œuvres est libre pour le public, mais le mouillage des navires est  désormais interdit à proximité. Les statues ont été fabriquées dans un matériau marin écologique à pH neutre offrant un refuge à la vie subaquatique. À terme, elles se recouvriront en effet d’algues, de coquillages et de coraux et constitueront ainsi un récif propice à l’habitat des espèces animales et végétales.

## Chantier naval
Un chantier naval existe sur l'île depuis l'établissement des Romains sur l'île en l'an -122. Le chantier de l'Estérel, auparavant basé dans le quartier de La Bocca à Cannes, en a repris les installations, devenant le seul chantier capable de traiter des yachts de 50 m entre l'Italie et La Seyne-sur-Mer.
Depuis son installation, il est soumis à des procédures judiciaires d'écologistes requérant sa fermeture.

## Tourisme

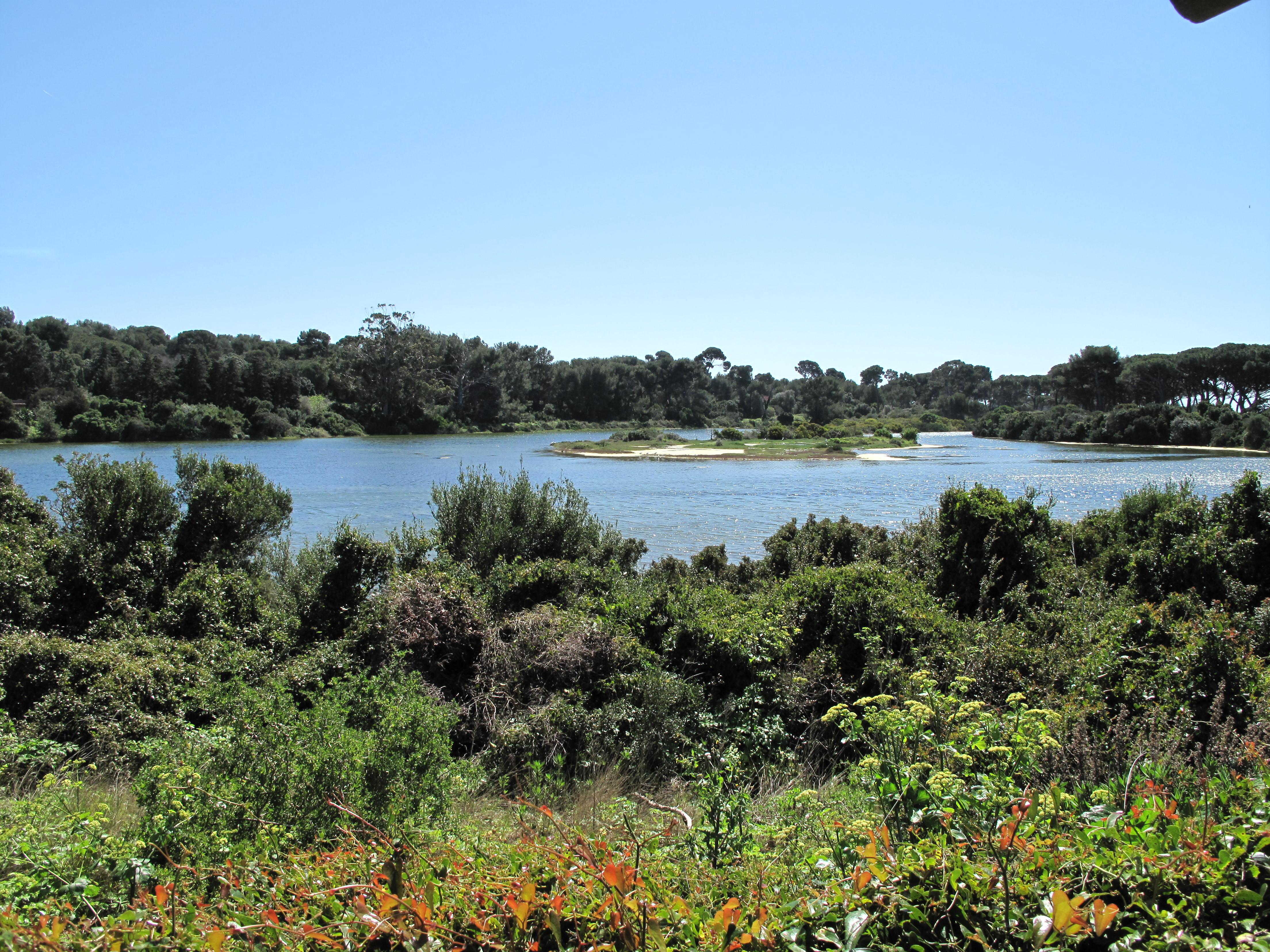
Étang du Batéguier sur l'île Sainte-Marguerite (Alpes-Maritimes).

Les îles de Lérins sont un rendez-vous incontournable pour les touristes de la côte cannoise. Il est possible de se rendre sur les deux principales îles par bateau grâce à des navettes au départ de Cannes. 
Sur l'île Saint Honorat, l'abbaye de Lérins se visite. Les vingt-deux moines qui y sont rattachés produisent, depuis les années 1990, un vin aujourd'hui vendu dans toute l'Europe. En 2011, le vin est servi aux chefs d'Etat lors du sommet du G20 qui se déroule à Cannes. 
L'île Sainte-Marguerite accueille une forêt domaniale de 152 hectares de pins d'Alep et d'eucalyptus centenaires ainsi qu'un étang central: l'étang du Batéguier, ce qui fait de ce lieu une réserve biologique remarquable. Au Nord de l'île, le fort Royal construit sous Richelieu et renforcé plus tard par Vauban abrite le musée de la mer.    
Pour éviter les effets néfastes du développement intense de l'activité touristique sur  l'archipel, des mesures de protection de la biodiversité sont prises. Des "inspecteurs de l'environnement" sont déployés pour promouvoir un tourisme écoresponsable,.

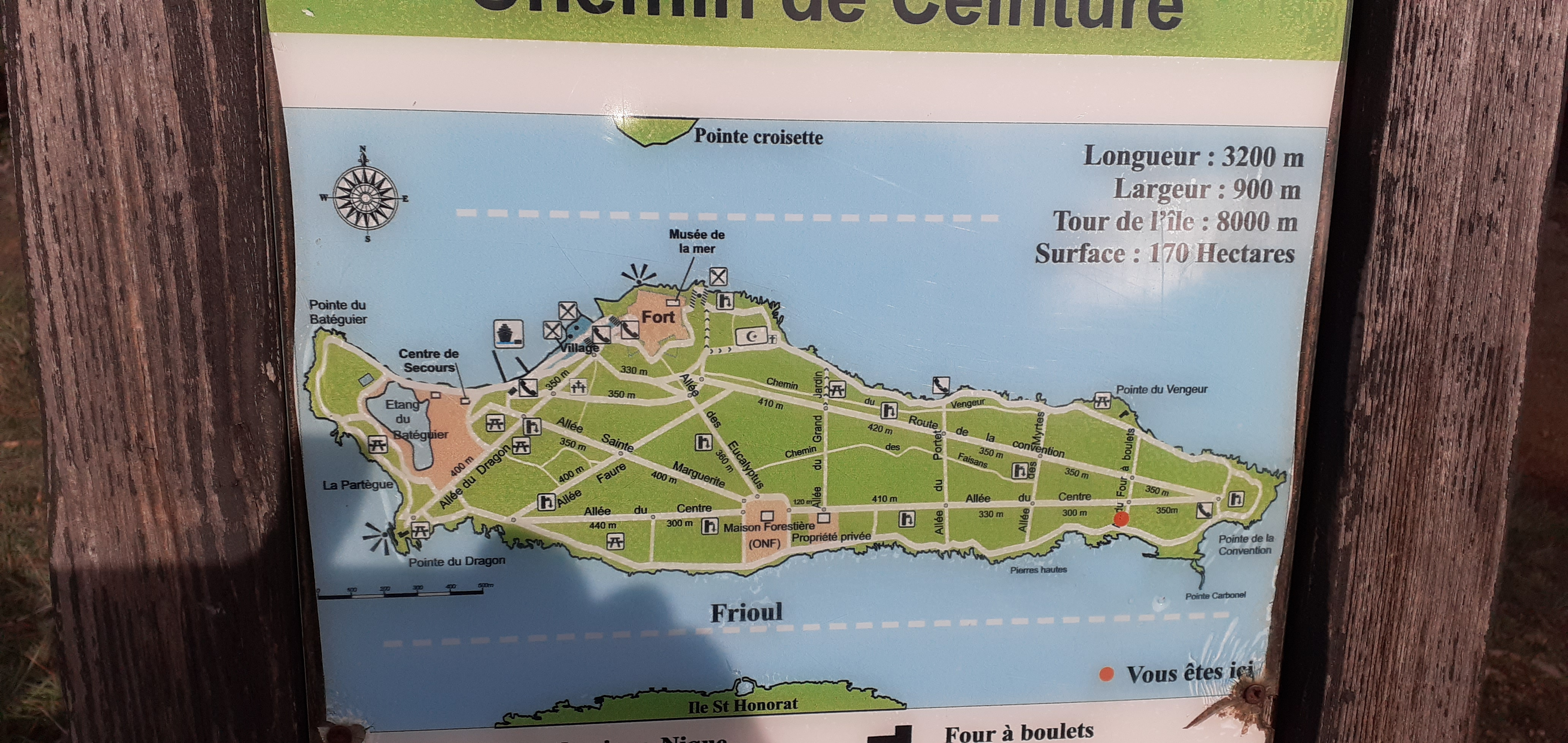
Plan d'ensemble de l'île sur le chemin de ceinture

L'île Sainte-Marguerite est quadrillée de pistes et de sentiers ou « allées » formant un réseau de chemins perpendiculaires permettant au promeneur de s'orienter facilement. Elle est en outre dotée de nombreux panneaux pédagogiques sur la faune et la flore locales et de plans d'ensemble de l'île. Un chemin de ceinture permet de réaliser le tour de l'île Sainte-Marguerite en 2h30 de marche effective, au plus près du rivage qui est agrémenté de nombreuses tables de pique-nique. Sur le même modèle mais plus court, le tour de l'île Saint-Honorat nécessite 50 minutes de marche effective.

### Exposition
- « Entre Ciel, mer et terres : l'île monastique de Lérins (Ve – XXe siècle) », Archives départementales des Alpes-Maritime, fin 2018 - janvier 2019.